# Équipe de Croatie de football à la Coupe du monde 1998
 (7 février 2025).
L'équipe de football croate participe à la Coupe du monde de 1998, qui se déroule en France du 10 juin au 12 juillet. La Croatie finit troisième de la compétition alors qu'il s'agit de sa première participation. Révélation du tournoi, la formation balkanique élimine notamment en quarts de finale une vieillissante équipe d'Allemagne (3-0). Cette large victoire sur la sélection allemande obtenue le 4 juillet 1998 permet à l'équipe des Vatreni d'effacer le sentiment d'injustice arbitrale subie contre cette même Allemagne deux ans auparavant, lors de l'Euro 1996. Atteignant en tant que novice le "dernier carré" de la compétition, et chutant en demi finale face au pays organisateur de l'évènement et futur vainqueur de la compétition, la France, la Croatie finira par une dernière victoire face aux Pays-Bas accrochant la troisième place dans la dite "petite finale". Sur le plan des distinctions individuelles, l'attaquant Davor Šuker termine meilleur buteur de cette édition 1998 avec six réalisations.
Cette première médaille de bronze obtenue en 1998 permet à la Croatie d'obtenir sa propre reconnaissance footballistique vis-à-vis de la Yougoslavie et de mettre le pays en lumière au-delà du ballon rond.
« Cette performance a fait connaitre un pays anonyme. De 3% de personnes qui connaissaient la Croatie sur la planète, nous sommes passés à 30%. »
— Miroslav Blazevic sélectionneur en 1998, évoquant l'impact de la performance de la Croatie au Mondial 1998 sur la notoriété du pays.
La Croatie fera mieux vingt ans plus tard en atteignant la finale du Mondial 2018.

## L'avant Coupe du monde 1998

### 1990 à 1995: une nation et une équipe née de l'implosion de la Yougoslavie
La fédération de football croate n'est affiliée à la FIFA que depuis 1992 et à l'UEFA depuis 1993. Ce pays de quatre millions d'habitants n'a obtenu son indépendance qu'en 1992. Le territoire appartenait avant à la Yougoslavie, qui se disloque à la suite d'une guerre civile inter-ethnique. La Croatie proclame son indépendance en 1991, reconnue ensuite comme pays indépendant par une majorité de nations à partir de 1992. Cet évènement géopolitique majeur en Europe se répercutera aussi dans le cadre du football. Les joueurs ayant désormais une nouvelle nationalité singulière, la nationalité croate, abandonnent de fait la nationalité yougoslave.
Certains très talentueux, comme Zvonimir Boban, Robert Prosinečki, Davor Šuker et Robert Jarni, auront de ce fait joué pour deux pays différents: la Yougoslavie, puis la Croatie. Présents en 1990 au mondial italien, Šuker, Jarni et Prosinečki auront donc disputé deux Coupes du monde sous deux maillots différents. Un match incarne le début de l'implosion de la Yougoslavie et la genèse de l'indépendance croate. La finale de la Coupe de Yougoslavie du 13 mai 1990 jouée au Stade Maksimir à Zagreb voit s'affronter le club croate du Dinamo Zagreb contre le club serbe de l'Étoile rouge de Belgrade. Avant le coup d'envoi, des affrontements violents éclatent entre supporters croates et serbes, obligeant les forces de l'ordre à intervenir. Un joueur croate de l'équipe de Yougoslavie, Zvonimir Boban, va notamment s'illustrer en frappant un policier bosniaque qui matraquait un supporter du Dinamo Zagreb. Après plusieurs dizaines de blessés côté supporters serbes, croates et forces de l'ordre, le match est annulé. L'Étoile rouge de Belgrade remporte cette rencontre sur "tapis vert". Un an après cet évènement, la Croatie déclarera son indépendance, le conflit débutera et ne prendra fin qu'en 1995. Pour son geste de violence envers le gardien de la  paix, Zvonimir Boban sera exclu de l'équipe de Yougoslavie pour la Coupe du monde de football 1990 en Italie.

### Une génération de joueurs hantés et marqués par la guerre
Durant la guerre d'indépendance, les autorités croates dispensent les athlètes de haut niveau de servir dans l'armée dans l'intérêt de promouvoir l'identité croate à travers la planète via les performances sportives. C'est pour cela que malgré le conflit, les footballeurs croates ont put continuer de jouer dans leurs clubs respectifs et disputer les matchs officiels avec leur nouvelle sélection nationale une fois que celle ci fut reconnue par la FIFA et l'UEFA. Il est à noter que dans cet effectif de 22 joueurs retenus par Miroslav Blažević pour ce mondial 1998, le défenseur du NK Osijek, Petar Krpan, a pris part directement au conflit.
« Je suis parti faire la guerre à 16 ans et demi. Je suis parti au front. J'ai pris une Kalachnikov et j'ai défendu notre pays. C'est ancré en moi à jamais, même dans ma carrière de joueur. Ce sont des souvenirs terribles, mais je suis content de m'être engagé. »
— Petar Krpan joueur croate sélectionné en 1998, évoquant son engagement dans la guerre en 1992.

### Miroslav Blažević: sélectionneur de cette nouvelle équipe

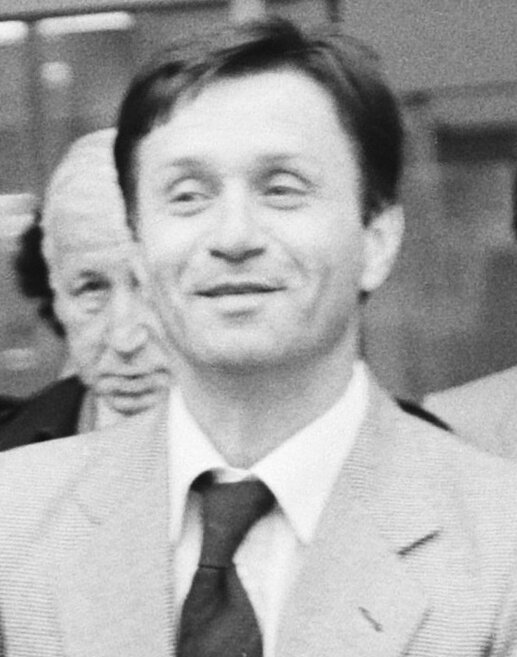
Miroslav Blažević est nommé sélectionneur de la Croatie en 1994.

Miroslav Blažević prend les rênes de la sélection en 1994. Il a été notamment champion de Yougoslavie avec le Dinamo Zagreb en 1982. Il est un véritable baroudeur, ayant entraîné beaucoup de clubs en Europe comme le Steaua Bucarest, le FC Sion ou encore le FC Nantes.
Blažević instaure un rituel pour tout le reste de la compétition à partir des huitièmes de finale lors de la phase finale de la Coupe du monde 1998: il pose un képi de gendarme au bord du terrain avant chaque rencontre par solidarité envers un représentant des forces de l'ordre, Daniel Nivel, agressé à Lens par des hooligans allemands. À l'intérieur de ce képi, Miroslav Blažević a collé l'image de sainte Geneviève, patronne de la gendarmerie nationale.

### Euro 1996: une première forte impression dans un tournoi majeur mêlée à une immense frustration
Reconnue par la FIFA et l'UEFA, la Croatie est inscrite pour disputer les qualifications du prochain championnat d'Europe se déroulant en Angleterre. La Croatie est tirée au sort dans le groupe 4 avec le finaliste de la Coupe du Monde 1994: l'Italie, ainsi que l'Estonie, la Slovénie, l'Ukraine et la Lituanie. Les croates ne perdent aucun match dans ces qualifications et réussissent à vaincre l'Italie à Palerme (2-1). La Croatie, première de son groupe de qualification, se qualifie directement pour la phase finale Outre Manche. Participant à son premier championnat d'Europe (l'édition de 1996 étant d'ailleurs la première à intégrer 16 équipes), la Croatie est reversée dans le groupe D en compagnie du Portugal, de la Turquie et du champion d'Europe en titre le Danemark. La sélection de Miroslav Blažević entame la compétition par une victoire 1-0 contre l'équipe turque, puis domine ensuite 3-0 le champion d'Europe en titre danois. La Croatie cède la première place du classement du groupe au Portugal, s'inclinant 0-3 contre la Seleção. En quart de finale, les joueurs de l'équipe aux damiers s'inclinent 2-1 face au futur vainqueur de l'épreuve, l'Allemagne, dans un match où la formation balkanique, réduite à dix à la suite de l'expulsion d'Igor Štimac, ne put montrer tout son potentiel.
Cette expulsion de Štimac est vécue comme une injustice pour les croates, et sera une source d'appétit et de motivation afin de prendre une revanche deux ans plus tard contre la Nationalmannschaft en quart de finale de cette édition de la Coupe du monde 1998.

## La campagne 1996 - 1998 et les qualifications pour la Coupe du monde 1998

### Les joueurs croates utilisés durant la campagne 1996 - 1998[15].
| Adversaire        | Drapeau de la Bosnie-Herzégovine | Drapeau de la Grèce | Drapeau du Maroc | Drapeau de la Tchéquie | Drapeau du Danemark | Drapeau de la Slovénie | Drapeau de la Grèce | Drapeau du Japon | Drapeau de la Turquie | Drapeau de la Bosnie-Herzégovine | Drapeau du Danemark | Drapeau de la Slovénie | Drapeau de l'Ukraine | Drapeau de l'Ukraine | Drapeau de la Pologne | Drapeau de la Slovaquie | Drapeau de l'Iran | Drapeau de l'Australie | Drapeau de la Jamaïque | Drapeau du Japon | Drapeau de l'Argentine | Drapeau de la Roumanie | Drapeau de l'Allemagne | Drapeau de la France | Drapeau des Pays-Bas |
| Compétition       |                                  |                     |                  |                        |                     |                        |                     |                  |                       |                                  |                     |                        |                      |                      |                       |                         |                   |                        |                        |                  |                        |                        |                        |                      |                      |
| Gardiens de but   | Gardiens de but                  | Gardiens de but     | Gardiens de but  | Gardiens de but        | Gardiens de but     | Gardiens de but        | Gardiens de but     | Gardiens de but  | Gardiens de but       | Gardiens de but                  | Gardiens de but     | Gardiens de but        | Gardiens de but      | Gardiens de but      | Gardiens de but       | Gardiens de but         | Gardiens de but   | Gardiens de but        | Gardiens de but        | Gardiens de but  | Gardiens de but        | Gardiens de but        | Gardiens de but        | Gardiens de but      | Gardiens de but      |
| ----------------- | -------------------------------- | ------------------- | ---------------- | ---------------------- | ------------------- | ---------------------- | ------------------- | ---------------- | --------------------- | -------------------------------- | ------------------- | ---------------------- | -------------------- | -------------------- | --------------------- | ----------------------- | ----------------- | ---------------------- | ---------------------- | ---------------- | ---------------------- | ---------------------- | ---------------------- | -------------------- | -------------------- |
| Drazen Ladic      | 90                               | 90                  | 90               | 90                     | 90                  | -                      | 90                  | 90               | 90                    | 90                               | -                   | 90                     | 90                   | -                    | 45                    | 45                      | 45                | 45                     | 90                     | 90               | 90                     | 90                     | 90                     | 90                   | 90                   |
| Marijan Mrmić     | -                                | -                   | -                | -                      | -                   | 45                     | -                   | -                | -                     | -                                | 10                  | -                      | -                    | 90                   | 45                    | -                       | 45                | 45                     | -                      | -                | -                      | -                      | -                      | -                    | -                    |
| Vladimir Vasilj   | -                                | -                   | -                | -                      | -                   | -                      | -                   | -                | -                     | -                                | -                   | -                      | -                    | -                    | -                     | 45                      | -                 | -                      | -                      | -                | -                      | -                      | -                      | -                    | -                    |
| Tonči Gabrić      | -                                | -                   | -                | -                      | -                   | 45                     |                     |                  |                       |                                  | 80                  |                        |                      |                      |                       |                         |                   |                        |                        |                  |                        |                        |                        |                      |                      |
| Défenseurs        |                                  |                     |                  |                        |                     |                        |                     |                  |                       |                                  |                     |                        |                      |                      |                       |                         |                   |                        |                        |                  |                        |                        |                        |                      |                      |
| Slaven Bilic      | 80                               | 90                  | -                | -                      | 90                  | 90                     | 90                  | -                | -                     | 90                               | 90                  | 90                     | 90                   | -                    | 75                    | 70                      | -                 | -                      | 90                     | 90               | 90                     | 90                     | 90                     | 90                   | 90                   |
| Nikola Jerkan     | 90                               | 90                  | 90               | 90                     | 90                  | 90                     | -                   | 90               | 90                    | -                                | -                   | -                      | -                    | -                    | -                     | -                       | -                 | -                      | -                      | -                | -                      | -                      | -                      | -                    | -                    |
| Robert Jarni      | 90                               | 90                  | 70               | 90                     | 90                  | -                      | 90                  | -                | -                     | 90                               | 90                  | -                      | 90                   | 90                   | 45                    | 45                      | 85                | 40                     | 90                     | 90               | 90                     | 90                     | 90                     | 90                   | 90                   |
| Dario Simic       | 48                               | -                   | 53               | -                      | -                   | 90                     | 90                  | 90               | 90                    | 90                               | -                   | 90                     | 90                   | 90                   | 45                    | 90                      | 90                | 90                     | 74                     | 90               | 90                     | 90                     | 90                     | 90                   | 90                   |
| Zoran Mamic       | 10                               | -                   | 20               | -                      | -                   | -                      | -                   | -                | 80                    | -                                | -                   | -                      | -                    | -                    | 45                    | -                       | 10                | 45                     | -                      | -                | -                      | -                      | -                      | -                    | -                    |
| Igor Štimac       | -                                | 52                  | 45               | 76                     | -                   | -                      | -                   | -                | -                     | 90                               | 90                  | -                      | -                    | -                    | 45                    | 90                      | 45                | 45                     | 90                     | 45               | 23                     | 90                     | 90                     | 90                   | 90                   |
| Dubravko Pavličić | -                                | -                   | 37               | 14                     | -                   | -                      | -                   | 45               | 10                    | -                                | -                   | -                      | -                    | -                    | -                     | -                       | -                 | -                      | -                      | -                | -                      | -                      | -                      | -                    | -                    |
| Goran Jurić       | -                                | -                   | -                | -                      | -                   | 90                     | 90                  | -                | -                     | 90                               | 90                  | 90                     | 90                   | 90                   | 45                    | 45                      | 8                 | 85                     | -                      | -                | -                      | -                      | -                      | -                    | -                    |
| Andrija Balajić   | -                                | -                   | -                | -                      | -                   | -                      | -                   | 90               | -                     | -                                | -                   | -                      | -                    | -                    | -                     | -                       | -                 | -                      | -                      | -                | -                      | -                      | -                      | -                    | -                    |
| Darko Butorović   | -                                | -                   | -                | -                      | -                   | -                      | -                   | 90               | 90                    | -                                | -                   | -                      | -                    | -                    | -                     | -                       | -                 | -                      | -                      | -                | -                      | -                      | -                      | -                    | -                    |
| Damir Milinovic   | -                                | -                   | -                | -                      | -                   | -                      | -                   | -                | 5                     | -                                | -                   | -                      | -                    | -                    | -                     | -                       | -                 | -                      | -                      | -                | -                      | -                      | -                      | -                    | -                    |
| Igor Tudor        | -                                | -                   | -                | -                      | -                   | -                      | -                   | -                | -                     | -                                | -                   | -                      | -                    | 1                    | 15                    | 20                      | 45                | 45                     | -                      | 2                | -                      | 7                      | -                      | -                    | 4                    |
| Stjepan Tomas     | -                                | -                   | -                | -                      | -                   | -                      | -                   | -                | -                     | -                                | -                   | -                      | -                    | -                    | 30                    | -                       | -                 | -                      | -                      | -                | -                      | -                      | -                      | -                    | -                    |
| Damir Krznar      | -                                | -                   | -                | -                      | -                   | -                      | -                   | -                | -                     | -                                | --                  | -                      | -                    | -                    | 45                    | -                       | -                 | -                      | -                      | -                | -                      | -                      | -                      | -                    | -                    |
| Anthony Šerić     | -                                | -                   | -                | -                      | -                   | -                      | -                   | -                | -                     | -                                | -                   | -                      | -                    | -                    | -                     | 45                      | 5                 | 50                     | -                      | -                | -                      | -                      | -                      | -                    | -                    |
| Milieux           |                                  |                     |                  |                        |                     |                        |                     |                  |                       |                                  |                     |                        |                      |                      |                       |                         |                   |                        |                        |                  |                        |                        |                        |                      |                      |
| Zvonimir Soldo    | 90                               | 38                  | 90               | 90                     | 90                  | -                      | 55                  | -                | -                     | -                                | 90                  | 64                     | -                    | 90                   | -                     | 45                      | 90                | 5                      | 90                     | 90               | 90                     | -                      | 90                     | 90                   | 90                   |
| Aljosa Asanovic   | 90                               | 90                  | 38               | 90                     | 84                  | 90                     | 90                  | 90               | -                     | 45                               | 90                  | -                      | 31                   | 90                   | 45                    | 63                      | 65                | 45                     | 90                     | 90               | 90                     | 90                     | 90                     | 90                   | 90                   |
| Zvonimir Boban    | 90                               | 90                  | -                | -                      | 90                  | 90                     | 90                  | -                | -                     | 90                               | 90                  | 90                     | 68                   | 90                   | 63                    | 90                      | 90                | 90                     | 90                     | -                | 90                     | 90                     | 90                     | 65                   | 86                   |
| Robert Prosinečki | -                                | 73                  | 67               | 90                     | 90                  | 90                     | 76                  | -                | -                     | 90                               | 90                  | 90                     | 90                   | -                    | -                     | 79                      | 80                | 59                     | 90                     | 67               | 67                     | -                      | -                      | 1                    | 78                   |
| Niko Kovač        | -                                | -                   | 45               | 90                     | 90                  | -                      | -                   | -                | -                     | -                                | -                   | 3                      | -                    | 34                   | -                     | -                       | -                 | -                      | -                      | -                | -                      | -                      | -                      | -                    | -                    |
| Nenad Pralija     | -                                | -                   | -                | 83                     | 6                   | 16                     | -                   | 59               | 72                    | -                                | -                   | -                      | -                    | -                    | -                     | -                       | -                 | -                      | -                      | -                | -                      | -                      | -                      | -                    | -                    |
| Silvio Marić      | -                                | -                   | -                | -                      | -                   | -                      | 35                  | -                | -                     | 73                               | 69                  | -                      | -                    | -                    | 24                    | 27                      | 25                | 90                     | -                      | 23               | 45                     | -                      | 7                      | 25                   | -                    |
| Ivo Ergovic       | -                                | -                   | -                | -                      | -                   | -                      | -                   | 45               | -                     | -                                | -                   | -                      | -                    | -                    | -                     | -                       | -                 | -                      | -                      | -                | -                      | -                      | -                      | -                    | -                    |
| Krunoslav Jurčić  | -                                | -                   | -                | -                      | -                   | -                      | -                   | 31               | 90                    | 23                               | -                   | 26                     | 22                   | 90                   | 27                    | -                       | -                 | 45                     | -                      | 90               | -                      | 90                     | -                      | -                    | 90                   |
| Miljenko Mumlek   | -                                | -                   | -                | -                      | -                   | -                      | -                   | -                | 18                    | -                                | -                   | -                      | -                    | -                    | -                     | -                       | -                 | -                      | -                      | -                | -                      | -                      | -                      | -                    | -                    |
| Daniel Šarić      | -                                | -                   | -                | -                      | -                   | -                      | -                   | -                | -                     | -                                | -                   | 90                     | 90                   | 56                   | -                     | -                       | -                 | -                      | -                      | -                | -                      | -                      | -                      | -                    | -                    |
| Tomislav Rukavina | -                                | -                   | -                | -                      | -                   | -                      | -                   | -                | -                     | -                                | -                   | -                      | -                    | -                    | 60                    | -                       | -                 | -                      | -                      | -                | -                      | -                      | -                      | -                    | -                    |
| Attaquants        |                                  |                     |                  |                        |                     |                        |                     |                  |                       |                                  |                     |                        |                      |                      |                       |                         |                   |                        |                        |                  |                        |                        |                        |                      |                      |
| Nikola Jurčević   | 42                               | -                   | 90               | -                      | -                   | -                      | -                   | -                | -                     | -                                | -                   | -                      | -                    | -                    | -                     | -                       | -                 | -                      | -                      | -                | -                      | -                      | -                      | -                    | -                    |
| Alen Bokšić       | 90                               | 90                  | -                | -                      | 75                  | 90                     | 70                  | -                | -                     | 45                               | 90                  | 87                     | -                    | 80                   | 68                    | -                       | -                 | -                      | -                      | -                | -                      | -                      | -                      | -                    | -                    |
| Davor Suker       | 90                               | 90                  | -                | -                      | 90                  | -                      | 90                  | -                | -                     | 90                               | 90                  | 78                     | 90                   | 90                   | 83                    | 90                      | 90                | 63                     | 90                     | 90               | 90                     | 90                     | 90                     | 90                   | 90                   |
| Goran Vlaovic     | 86                               | 17                  | 89               | 90                     | 15                  | 74                     | 14                  | 90               | 90                    | -                                | -                   | 12                     | 82                   | 10                   | 45                    | 90                      | 90                | -                      | 16                     | 45               | 45                     | 76                     | 83                     | 90                   | 12                   |
| Igor Cvitanovic   | 4                                | -                   | -                | -                      | -                   | 90                     | 20                  | -                | -                     | 67                               | -                   | 90                     | -                    | -                    | -                     | -                       | -                 | -                      | -                      | -                | -                      | -                      | -                      | -                    | -                    |
| Mario Stanić      | -                                | 90                  | -                | -                      | -                   | -                      | -                   | -                | -                     | -                                | -                   | -                      | 59                   | -                    | 66                    | -                       | 82                | 45                     | 90                     | 88               | 90                     | 83                     | 90                     | 89                   | 90                   |
| Igor Pamić        | -                                | -                   | 11               | -                      | -                   | -                      | -                   | -                | -                     | -                                | -                   | -                      | -                    | -                    | -                     | -                       | -                 | -                      | -                      | -                | -                      | -                      | -                      | -                    | -                    |
| Robert Špehar     | -                                | -                   | 1                | 7                      | -                   | -                      | -                   | -                | -                     | -                                | -                   | -                      | -                    | -                    | -                     | -                       | -                 | -                      | -                      | -                | -                      | -                      | -                      | -                    | -                    |
| Tomislav Erceg    | -                                | -                   | -                | -                      | -                   | -                      | -                   | 16               | 85                    | 17                               | 21                  | -                      | -                    | -                    | -                     | -                       | -                 | -                      | -                      | -                | -                      | -                      | -                      | -                    | -                    |
| Ardian Kozniku    | -                                | -                   | -                | -                      | -                   | -                      | -                   | -                | -                     | -                                | -                   | -                      | -                    | -                    | 7                     | 11                      | -                 | 27                     | -                      | -                | -                      | -                      | -                      | -                    | -                    |
| Petar Krpan       | -                                | -                   | -                | -                      | -                   | -                      | -                   | -                | -                     | -                                | -                   | -                      | -                    | -                    | -                     | -                       | -                 | 31                     | -                      | -                | -                      | 14                     | -                      | -                    | -                    |
| Adversaire        | Drapeau de la Bosnie-Herzégovine | Drapeau de la Grèce | Drapeau du Maroc | Drapeau de la Tchéquie | Drapeau du Danemark | Drapeau de la Slovénie | Drapeau de la Grèce | Drapeau du Japon | Drapeau de la Turquie | Drapeau de la Bosnie-Herzégovine | Drapeau du Danemark | Drapeau de la Slovénie | Drapeau de l'Ukraine | Drapeau de l'Ukraine | Drapeau de la Pologne | Drapeau de la Slovaquie | Drapeau de l'Iran | Drapeau de l'Australie | Drapeau de la Jamaïque | Drapeau du Japon | Drapeau de l'Argentine | Drapeau de la Roumanie | Drapeau de l'Allemagne | Drapeau de la France | Drapeau des Pays-Bas |
| Compétition       |                                  |                     |                  |                        |                     |                        |                     |                  |                       |                                  |                     |                        |                      |                      |                       |                         |                   |                        |                        |                  |                        |                        |                        |                      |                      |

- = Qualification pour la Coupe du monde 1998
- = Coupe du Monde 1998
- = Match amical

### Zone Europe Groupe 1
La Croatie est reversé dans le groupe 1, où elle retrouve le Danemark, qu'elle a déjà affronté à l'Euro 1996. La Grèce, la Bosnie et la Slovénie complètent la liste des adversaires. La sélection de Miroslav Blažević termine deuxième de ce groupe de qualification, ce qui lui permet d'obtenir une place de barragiste face à l'Ukraine. Sur l'ensemble des deux rencontres, la Croatie l'emporte 3-1 et se qualifie pour la première fois pour une phase finale de Coupe du monde.
| Rang | Équipe             | Pts | J | G | N | P | Bp | Bc | Diff |  | Résultats (▼ dom., ► ext.) |     |     |     |     |     |
| ---- | ------------------ | --- | - | - | - | - | -- | -- | ---- |  | -------------------------- | --- | --- | --- | --- | --- |
| 1    | Danemark           | 17  | 8 | 5 | 2 | 1 | 14 | 6  | +8   |  | Danemark                   |     | 3-1 | 2-1 | 2-0 | 4-0 |
| 2    | Croatie            | 15  | 8 | 4 | 3 | 1 | 17 | 12 | +5   |  | Croatie                    | 1-1 |     | 1-1 | 3-2 | 3-3 |
| 3    | Grèce              | 14  | 8 | 4 | 2 | 2 | 11 | 4  | +7   |  | Grèce                      | 0-0 | 0-1 |     | 3-0 | 2-0 |
| 4    | Bosnie-Herzégovine | 9   | 8 | 3 | 0 | 5 | 9  | 14 | -5   |  | Bosnie-Herzégovine         | 3-0 | 1-4 | 0-1 |     | 1-0 |
| 5    | Slovénie           | 1   | 8 | 0 | 1 | 7 | 5  | 20 | -15  |  | Slovénie                   | 0-2 | 1-3 | 0-3 | 1-2 |     |

#### Feuilles de matchs des deux rencontres de barrages contre l'Ukraine
| 29/10/1997 | Croatie                | 2 - 0 | Ukraine | Stade Maksimir, Zagreb       |                              |
| | Bilic 11e, Vlaovic 49e | |         | Arbitrage : Alain Sars (FRA) | Arbitrage : Alain Sars (FRA) |
| |                        | |         | Arbitrage : Alain Sars (FRA) | Arbitrage : Alain Sars (FRA) |
| Ladic, Bilic, Jarni, Juric, Saric, Simic, Boban (puis Jurcic 67e), Prosinecki, Vlaovic (puis Cvitanović 83e), Stanic (puis Asanović 59e), Suker | Équipes                | Shovkovskiy, Skrypnyk, Vashchuk, Dmytrulin, Holovko, Husin, Maksimov(puis Hetsko 87e), Kosovskiy, Nahornyak (puis Zubov 59e), Atelkin (puis Mykhailenko 54e) , Rebrov. |         | Arbitrage : Alain Sars (FRA) | Arbitrage : Alain Sars (FRA) |

| 15/11/1997 | Ukraine       | 1- 1 | Croatie    | Stade olympique, Kiev           |                                 |
| | Shevchenko 4e | | Boksic 27e | Arbitrage : Rune Pedersen (NOR) | Arbitrage : Rune Pedersen (NOR) |
| |               | |            | Arbitrage : Rune Pedersen (NOR) | Arbitrage : Rune Pedersen (NOR) |
| Shovkovskiy, Luzhny, Holovko, Popov, Bezhenar, Dmytrulin (puis Mykhailenko 62e), Husin (puis Kriventsov 86e), Kalitvintsev, Kosovskiy, Shevchenko, Rebrov | Équipes       | Mrmić, Soldo, Jarni, Simic, Juric, Saric (puis Kovac 55e), Asanović (puis Tudor 88e), Jurcic, Boban, Boksic (Vlaovic 84e), Suker |            | Arbitrage : Rune Pedersen (NOR) | Arbitrage : Rune Pedersen (NOR) |

## Matches de préparation de la Croatie
Avant la phase finale, la Croatie dispute quatre matches amicaux en Croatie face à la Pologne, la Slovaquie, l'Iran et l'Australie. Parmi ces adversaires, un seul est qualifié pour la Coupe du monde 1998: l'Iran. La Croatie termine sa préparation par un match d'entraînement en France, le 9 juin 1998, face à un club français, l'Union sportive raonnaise.
| 22 avril 1998 | Croatie                                            | 4–1                                                             | Pologne       | Osijek, Croatie |  |  |
| 20h15         | Boban 6e · Stanić 21e 43e · Bokšić 47e · Šuker 67e | https://rezultati.hns.team/utakmice/26048/hrvatska-poljska-4-1/ | Ratajczyk 67e | Stade : Stade Gradski vrt Affluence : 16 000 Arbitre : Vencel Tóth (Hongrie) Assistants : László Varga (Hongrie), István Vad (Hongrie) |  |  |
|               |                                                    |                                                                 |               | |  |  |

| 29 mai 1998 | Croatie                                                   | 1–2                                                              | Slovaquie                                               | Pula, Croatie |  |  |
| 17h30       | Prosinečki 30e · Vlaović 43e · Asanović 45e · Kozniku 81e | https://rezultati.hns.team/utakmice/26055/hrvatska-slovacka-1-2/ | Jančula 4e 45e · Moravčík 31e · Sovič 53e · Majoroš 58e | Stade : Stade Aldo-Drosina Affluence : 10 360 Arbitre : Milan Mitrovič (Slovénie) Assistants : Žarko Vidali (Slovénie), Zoran Novalič (Slovénie) |  |  |
|             |                                                           |                                                                  |                                                         | |  |  |

| 3 juin 1998 | Croatie                                                         | 2–0                                                          | Iran                   | Rijeka, Croatie |  |  |
| 21h00       | Prosinečki 30e · Jurčić 61e · Marić 73e · Šuker 77e · Mrmić 82e | https://rezultati.hns.team/utakmice/26058/hrvatska-iran-2-0/ | Daei 28e · Bagheri 63e | Stade : Stade Kantrida Affluence : 6 930 Arbitre : Fiorenzo Treosi (Italie) Assistants : Sergio Zuccolini (Italie), Luigi Medeot (Italie) |  |  |
|             |                                                                 |                                                              |                        | |  |  |

| 6 juin 1998 | Croatie                                                                                    | 7–0                                                                | Australie               | Zagreb, Croatie |  |  |
| 17h30       | Šuker 14e (pen.) 37e 64e (pen.) · Prosinečki 40e · Boban 47e 83e · Šerić 73e · Kozniku 74e | https://rezultati.hns.team/utakmice/26059/hrvatska-australija-7-0/ | Kalac 14e · Spiteri 79e | Stade : Stade Maksimir Affluence : 15 000 Arbitre : Gerd Grabher (Autriche) Assistants : Eugen Bereuter (Autriche), Markus Mayr (Autriche) |  |  |
|             |                                                                                            |                                                                    |                         | |  |  |

- Victoire
- Match nul
- Défaite

## Effectif et tactique pour la phase finale en France

### Forfait de l'attaquant Alen Bokšić
Alen Bokšić, joueur à la Lazio et ancien vainqueur de la Ligue des champions avec Marseille, déclare forfait pour le Mondial à la fin du mois de mai. Souffrant d'une vieille blessure à un ménisque, il quitte la sélection croate pour aller se faire opérer à Rome. Considéré comme une pièce maitresse de l'attaque croate et un meneur, il laisse son sélectionneur Miroslav Blažević dans un sentiment de déception: «Nous regrettons tous cette blessure. En dehors de son jeu, Alen (Bokšić) nous manquera pour l'ambiance et pour l'atmosphère». Blažević reproche également à la Lazio de ne pas avoir laissé Bokšić se faire opérer au cours de la saison.

### Joueurs-clés déjà présents en 1987 dans l'équipe de Yougoslavie des moins de20 anschampionne du Monde
En 1987, la Yougoslavie remporte la Coupe du monde de football des moins de 20 ans organisée au Chili. Ce sacre est conquit grâce notamment à la présence de nombreux joueurs croates dans l'effectif. Parmi les plus talentueux d'entre eux figurent Štimac, Jarni,  Prosinečki,  Boban et Šuker, qui se connaissent depuis leur adolescence, ayant fait toutes les sélections de jeunes ensemble. Joueurs indispensables pour cette sélection yougoslave junior de 1987, ils seront également des éléments vitaux pour la Croatie dans cette coupe du Monde 1998. Cette génération dorée connaitra quelques années après ce titre de champion du Monde Junior une carrière  en Europe de l'Ouest. Boban et Jarni jouant dés 1991 dans le championnat italien, respectivement à l'AC Milan et à Bari. Prosinečki et Suker partant cette même année 1991 en Espagne rejoindre le Real Madrid pour le premier et le Séville FC pour le second. Štimac  posant également ses valises dans la péninsule ibérique en 1992, à Cadix.

### Beaucoup de joueurs sont éparpillés en Europe de l'Ouest
Avec l'Arrêt Bosman de 1995 et la libéralisation du marché des transferts, beaucoup de joueurs d'Ex Yougoslavie talentueux ont rejoint les riches clubs des grands championnats d'Europe de l'Ouest. Les joueurs croates ne font pas exception. Sur les 22 sélectionnés pour cette coupe du Monde 1998, seulement dix, soit moins de la moitié, évoluent au pays.

### Tactique et équipe type
Miroslav Blažević opte pour une tactique dit en 3-5-2. Une défense composée de trois défenseurs, un milieu de terrain comptant cinq joueurs dont deux ailiers faisant le liant entre le secteur offensif et défensif. Devant, deux attaquants complètent ce schéma tactique. Ce choix de formation permet de densifier le milieu de terrain et de pratiquer un football se basant sur la possession du ballon, un choix assez adapté pour cette formation croate possédant, notamment dans l'entre jeu, des joueurs avec un très bon niveau technique. La majorité des joueurs composant cette équipe type arrivent où ont dépassé les 30 ans. Cette troisième place et médaille de bronze dans cette édition de 1998 constitue donc pour cette génération une forme d'ultime consécration en sélection.

## Séjour et hébergement
Pendant la phase finale, la Croatie séjourne à hôtel du Club Méditerranée de Vittel. L'office de tourisme de Vittel ouvre une boutique vendant les produits dérivés de l'équipe de Croatie (des écharpes, des tee-shirts à damiers et des mugs).
En 2018, pour fêter les vingt ans de la présence croate à Vittel, Miroslav Blažević est nommé citoyen d'honneur. Blažević profite de son passage dans la ville pour présenter le film-documentaire Vatreni qui revient sur la guerre d'indépendance de la Croatie et la troisième place obtenue au Mondial 1998,.

## Parcours de la Croatie en phase finale

### Premier tour (groupe H). La Croatie se qualifie sans pouvoir contester le statut de favoris à l'Argentine.

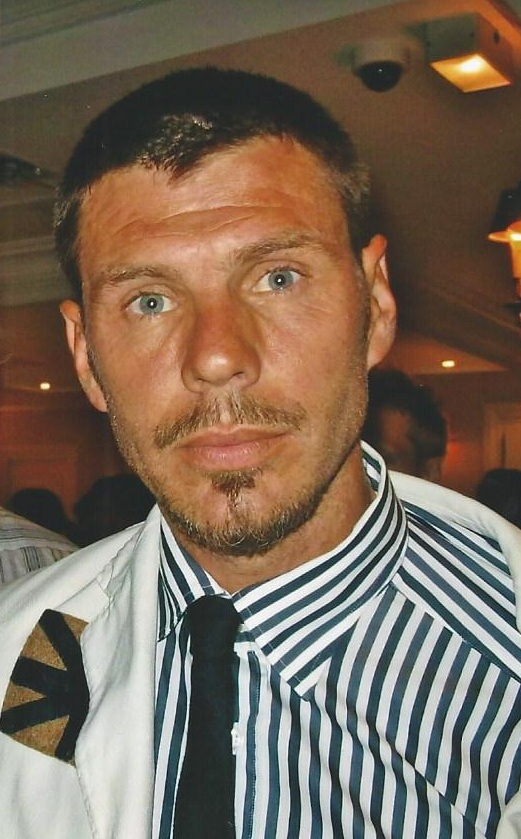
Zvonimir Boban capitaine de cette sélection croate de 1998.

Lors du tirage au sort effectué à Marseille le 4 décembre 1997, la Croatie est placée dans le groupe H avec trois autres équipes, l'Argentine déjà deux fois vainqueur de la compétition en 1978 et 1986 et clairement favoris de ce quatuor, le Japon et la Jamaïque sont comme la formation slave méridionale des primo participant à cette compétition. Le calendrier des matches de la Croatie est le suivant: elle jouera le 14 juin contre la Jamaïque, le 20 juin contre Japon et le 26 juin contre l'Argentine.
Le 14 juin 1998, à 21h00, au stade Félix-Bollaert à Lens, la Croatie joue le premier match de son histoire en Coupe du monde face à la Jamaïque, également novice donc dans cette compétition. Dominatrice, la Croatie impose son jeu et ouvre le score à la 27e minute par Mario Stanić. Contre le cours du match et juste avant la mi-temps, l'équipe des Reggae Boyz égalise sur une tête de Robbie Earle.
En seconde période, Robert Prosinečki redonne l'avantage à la formation balkanique (53e). Il devient ainsi le premier joueur à inscrire deux buts sous deux maillots différents (il avait marqué en 1990 avec la Yougoslavie contre les Émirats Arabes Unis). Davor Šuker (69e) inscrit le dernier but de la rencontre. La Croatie commence ainsi la Coupe du monde par un succès.
Six jours plus tard contre le Japon, la Croatie est bousculée par une équipe nippone volontaire. Il faut attendre le dernier quart d'heure de jeu pour que Davor Šuker donne l'avantage aux siens (77e), permettant à sa sélection de se qualifier pour le second tour avant de disputer le dernier match. Cette victoire précieuse est plutôt obtenue contre le cours du jeu; l'équipe japonaise manquant de tranchant dans le dernier geste.
Pour son dernier match de la phase de groupes, le Croatie affronte l'Argentine avec pour enjeu la première place du groupe H. Dominée dans le jeu, la Croatie s'incline 1-0 sur un but de Hector Pineda et ne peut contester la hiérarchie du classement final. Terminant deuxième, la sélection croate se qualifie pour le second tour. La Croatie va devoir affronter la Roumanie en huitième de finale.
| Sélectionneur : |
| Simões          |

| Sélectionneur : |
| Blažević        |

| Sélectionneur : |
| Simões          |

| Sélectionneur : |
| Blažević        |

| Sélectionneur : |
| Okada           |

| Sélectionneur : |
| Blažević        |

| Sélectionneur : |
| Okada           |

| Sélectionneur : |
| Blažević        |

| Sélectionneur : |
| Passarella      |

| Sélectionneur : |
| Blažević        |

| Sélectionneur : |
| Passarella      |

| Sélectionneur : |
| Blažević        |

|   | Équipe    | Pts | J | G | N | P | Bp | Bc | Diff |
| 1 | Argentine | 9   | 3 | 3 | 0 | 0 | 7  | 0  | +7   |
| 2 | Croatie   | 6   | 3 | 2 | 0 | 1 | 4  | 2  | +2   |
| 3 | Jamaïque  | 3   | 3 | 1 | 0 | 2 | 3  | 9  | -6   |
| 4 | Japon     | 0   | 3 | 0 | 0 | 3 | 1  | 4  | -3   |

| 11 | 14 juin 1998 | Argentine | 1 - 0 | Japon    |
| 13 | 14 juin 1998 | Jamaïque  | 1 - 3 | Croatie  |
| 25 | 20 juin 1998 | Japon     | 0 - 1 | Croatie  |
| 29 | 21 juin 1998 | Argentine | 5 - 0 | Jamaïque |
| 45 | 26 juin 1998 | Japon     | 1 - 2 | Jamaïque |
| 46 | 26 juin 1998 | Argentine | 1 - 0 | Croatie  |

### Huitième de finale: Une victoire logique contre la Roumanie.
Le seul but de la rencontre est inscrit sur penalty par Davor Šuker (47e). L'attaquant du Real Madrid doit s'y prendre par deux fois pour marquer, l'arbitre de la rencontre invalidant sa première tentative car un joueur croate, Zvonimir Boban, pénètre trop tôt dans la surface de réparation roumaine. Lors de sa deuxième tentative, Šuker met la main sur son cou pour contrôler ses pulsations avant de tirer. Il déclare après la rencontre: «je voulais m'assurer que je contrôlais la situation»
Globalement l'équipe croate maîtrise le match, le sélectionneur roumain, Anghel Iordanescu, reconnait d'ailleurs après la rencontre la supériorité de son adversaire.
| Titulaires :      |                     |     |
|                   |                     |     |
| 12                | Bogdan Stelea       |     |
| 2                 | Dan Petrescu        | 75e |
| 5                 | Constantin Gâlcă    |     |
| 6                 | Gheorghe Popescu    |     |
| 8                 | Dorinel Munteanu    |     |
| 9                 | Viorel Moldovan     |     |
| 10                | Gheorghe Hagi       | 56e |
| 11                | Adrian Ilie         |     |
| 13                | Liviu Ciobotariu    |     |
| 16                | Gabriel Popescu     | 60e |
| 18                | Iulian Filipescu    |     |
|                   |                     |     |
| Remplaçants :     |                     |     |
| 14                | Radu Niculescu      | 60e |
| 15                | Lucian Marinescu    | 75e |
| 21                | Gheorghe Craioveanu | 56e |
|                   |                     |     |
| Sélectionneur :   |                     |     |
| Anghel Iordănescu |                     |     |

| Titulaires :      |                  |     |
|                   |                  |     |
| 1                 | Dražen Ladić     |     |
| 4                 | Igor Štimac      |     |
| 6                 | Slaven Bilić     |     |
| 7                 | Aljoša Asanović  |     |
| 9                 | Davor Suker      |     |
| 10                | Zvonimir Boban   |     |
| 13                | Mario Stanić     | 82e |
| 17                | Robert Jarni     |     |
| 19                | Goran Vlaović    | 75e |
| 20                | Dario Šimić      |     |
| 21                | Krunoslav Jurčić |     |
|                   |                  |     |
| Remplaçants :     |                  |     |
| 2                 | Petar Krpan      | 75e |
| 15                | Igor Tudor       | 82e |
|                   |                  |     |
| Sélectionneur :   |                  |     |
| Miroslav Blažević |                  |     |

| Titulaires :      |                     |     |
|                   |                     |     |
| 12                | Bogdan Stelea       |     |
| 2                 | Dan Petrescu        | 75e |
| 5                 | Constantin Gâlcă    |     |
| 6                 | Gheorghe Popescu    |     |
| 8                 | Dorinel Munteanu    |     |
| 9                 | Viorel Moldovan     |     |
| 10                | Gheorghe Hagi       | 56e |
| 11                | Adrian Ilie         |     |
| 13                | Liviu Ciobotariu    |     |
| 16                | Gabriel Popescu     | 60e |
| 18                | Iulian Filipescu    |     |
|                   |                     |     |
| Remplaçants :     |                     |     |
| 14                | Radu Niculescu      | 60e |
| 15                | Lucian Marinescu    | 75e |
| 21                | Gheorghe Craioveanu | 56e |
|                   |                     |     |
| Sélectionneur :   |                     |     |
| Anghel Iordănescu |                     |     |

| Titulaires :      |                  |     |
|                   |                  |     |
| 1                 | Dražen Ladić     |     |
| 4                 | Igor Štimac      |     |
| 6                 | Slaven Bilić     |     |
| 7                 | Aljoša Asanović  |     |
| 9                 | Davor Suker      |     |
| 10                | Zvonimir Boban   |     |
| 13                | Mario Stanić     | 82e |
| 17                | Robert Jarni     |     |
| 19                | Goran Vlaović    | 75e |
| 20                | Dario Šimić      |     |
| 21                | Krunoslav Jurčić |     |
|                   |                  |     |
| Remplaçants :     |                  |     |
| 2                 | Petar Krpan      | 75e |
| 15                | Igor Tudor       | 82e |
|                   |                  |     |
| Sélectionneur :   |                  |     |
| Miroslav Blažević |                  |     |

### Quart de finale: Une large victoire et une revanche prise sur l'Allemagne et l'Euro 1996

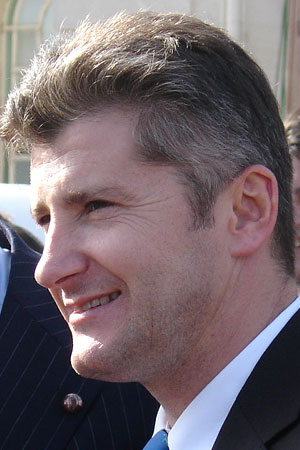
Davor Šuker marquera le troisième et dernier but contre l'Allemagne.

La Croatie retrouve l'Allemagne deux ans après un quart de finale de l'Euro 1996 perdu contre la formation germanique. Les coéquipiers de Boban veulent prendre leur revanche. Miroslav Blazévic déclare avant la rencontre que la défaite contre l'Allemagne il y a deux ans était due à une erreur d'arbitrage, les Croates ayant joué une bonne partie de la rencontre en infériorité numérique après un carton rouge discutable. Sur le papier, face à l'Allemagne, la Croatie fait figure de petit poucet. Outre Rhin, on compte déjà à son palmarès 3 coupes du Monde et 3 championnats d'Europe remportés. La sélection germanique est une habituée de cette compétition, honorant sa 14e participation, et visant dans cette rencontre une qualification pour sa 10e demi finale. La dimension démographique est un élément frappant entre les deux sélections, l'Allemagne comptant plus de licenciés de football (6 millions) que la Croatie ne compte d'habitants (4,5 millions). En dehors de l'enjeu sportif, ce match a un aspect diplomatique pour les croates, l'Allemagne étant l'un des premiers pays à reconnaitre le nouvel état d'ex-Yougoslavie. Avant cette rencontre les joueurs aux damiers croient en leur chance, surtout que jusqu'ici, la sélection allemande vieillissante avec beaucoup de joueurs ayant passé la trentaine s'est montrée assez laborieuse dans son parcours.
En première période, résistants au rouleau compresseur allemand en milieu de terrain, les Croates réussissent à faire jeu égal. Le gardien Dražen Ladić se montre décisif à la (31e) en repoussant, via une parade, une tête d'Oliver Bierhoff.
À la 40e minute arrive le tournant du match : le défenseur central de Leverkusen, Christian Wörns, est expulsé pour une faute sur Davor Šuker, et laisse ses coéquipiers jouer le restant du match en infériorité numérique. Cet événement permet à la Croatie d'avoir davantage d'opportunités. À la (45e) minute, Robert Jarni frappe de vingt-cinq mètres et trompe Köpke, le gardien allemand (1-0).
En seconde période, les joueurs croates affichent une certaine maîtrise, même si Ladić doit effectuer un arrêt délicat sur une reprise à bout portant d'Oliver Bierhoff. Les Croates manquent également de doubler la mise plusieurs fois par Davor Šuker, Zvominir Soldo et Zvominir Boban.
La (80e) minute est l'instant du match où la Croatie scelle sa victoire. Pratiquement comme Jarni, lors de l'ouverture du score, Goran Vlaović frappe aux abords de la surface et double la mise (2-0). Le troisième et dernier but croate est signé Šuker à cinq minutes de la fin du temps règlementaire, s'infiltrant dans la surface adverse, l'attaquant remplaçant du Real Madrid dribble Heinrich et marque de près le dernier but de la rencontre (3-0).
La Croatie est en demi-finale en ayant créé l'une des plus grosses surprises de cette Coupe du Monde, battre 3-0 l'Allemagne, championne d'Europe en titre.
« C'est historique et mérité. Jamais je n'aurais cru possible de battre cette équipe sur un tel score. Je suis fier de rencontrer la France dans le plus beau stade du Monde. »
— Miroslav Blazevic sélectionneur de la Croatie en 1998, évoquant la victoire sur l'Allemagne en Quart de finale, et la future confrontation contre la France.
| Match 60                                                    | Allemagne                             | 0 - 3   | Croatie                               | Stade de Gerland, Lyon                         |                                                |
| 4 juillet 1998 · 21 h 0 (UTC+1) · Historique des rencontres |                                       | (0 - 1) | 45+3e Jarni · 80e Vlaović · 85e Šuker | Spectateurs : 39 100 Arbitrage : Rune Pedersen | Spectateurs : 39 100 Arbitrage : Rune Pedersen |
| 4 juillet 1998 · 21 h 0 (UTC+1) · Historique des rencontres | Heinrich 18e · Tarnat 37e · Wörns 40e | Rapport | 13e Šimić · 57e Šuker                 | Spectateurs : 39 100 Arbitrage : Rune Pedersen | Spectateurs : 39 100 Arbitrage : Rune Pedersen |

| Allemagne | Croatie |

| ALLEMAGNE :     |    |                  |     |     |
|                 |    |                  |     |     |
| Gardien de but  | 01 | Andreas Köpke    |     |     |
|                 | 08 | Lothar Matthäus  |     |     |
|                 | 02 | Christian Wörns  | 40e |     |
|                 | 04 | Jürgen Kohler    |     |     |
|                 | 03 | Jörg Heinrich    | 18e |     |
|                 | 21 | Michael Tarnat   | 37e |     |
|                 | 16 | Dietmar Hamann   |     | 79e |
|                 | 13 | Jens Jeremies    |     |     |
|                 | 10 | Thomas Häßler    |     | 69e |
|                 | 20 | Oliver Bierhoff  |     |     |
|                 | 18 | Jürgen Klinsmann |     |     |
| Remplaçants :   |    |                  |     |     |
|                 | 09 | Ulf Kirsten      |     | 69e |
|                 | 11 | Olaf Marschall   |     | 79e |
| Sélectionneur : |    |                  |     |     |
| Berti Vogts     |    |                  |     |     |

| CROATIE :         |    |                 |     |     |
|                   |    |                 |     |     |
| Gardien de but    | 01 | Dražen Ladić    |     |     |
|                   | 04 | Igor Štimac     |     |     |
|                   | 20 | Dario Šimić     | 13e |     |
|                   | 06 | Slaven Bilić    |     |     |
|                   | 13 | Mario Stanić    |     |     |
|                   | 17 | Robert Jarni    |     |     |
|                   | 14 | Zvonimir Soldo  |     |     |
|                   | 07 | Aljoša Asanović |     |     |
|                   | 10 | Zvonimir Boban  |     |     |
|                   | 19 | Goran Vlaović   |     | 83e |
|                   | 09 | Davor Šuker     | 57e |     |
| Remplaçants :     |    |                 |     |     |
|                   | 11 | Silvio Marić    |     | 83e |
| Sélectionneur :   |    |                 |     |     |
| Miroslav Blažević |    |                 |     |     |

### Demi-finale: Une marche trop haute et une défaite face au pays hôte de la compétition.
Le onze croate retrouve donc le onze tricolore pour cette deuxième demi-finale du tournoi; aucune des deux sélections n'a encore jamais atteint la finale d'un Mondial.
Devant leur public, les hommes d'Aimé Jacquet se portent d'entrée vers l'avant. En dix minutes, Zinédine Zidane tire quatre fois. Le jeu baisse en intensité par la suite. La fin de la première période tourne à l'avantage des Croates, Asanović et Bilić inquiètent à leur tour Fabien Barthez.
La première mi-temps s'achève sur ce score vierge.
Au retour des vestiaires, et dès la reprise du jeu, Aljoša Asanović récupère un ballon perdu par l'adversaire et sert dans la course Davor Šuker qui gagne son duel avec le portier français (0-1).
Les faits de match vont alors s'accélérer. Lilian Thuram égalise une minute plus tard (47e).
L'équipe de France va ensuite tenter de nouveau, en multipliant les occasions par Blanc, Djorkaeff, et Zidane.
Dražen Ladić capte une frappe cadrée de Thierry Henry (63e). Sur une nouvelle tentative de Lilian Thuram, le gardien balkanique ne peut cette fois capter le ballon qui se loge dans le petit filet (2-1).
En fin de partie, Slaven Bilić simule et fait exclure Laurent Blanc; réduite à dix, la France est moins à l'aise. Goran Vlaović (79e), et Davor Suker à deux reprises (84e et 89e) se créent des occasions sérieuses d'égalisation.
L'arbitre espagnol, Garcia Aranda, siffle la fin du match. La sélection croate s'incline et jouera le match pour la troisième place contre les Pays-Bas.
| Match 62                                                    | France                               | 2 - 1   | Croatie                               | Stade de France, Saint-Denis                        |                                                     |
| 8 juillet 1998 · 21 h 0 (UTC+1) · Historique des rencontres | ( Djorkaeff) Thuram 47e · Thuram 70e | (0 - 0) | 46e Šuker (Asanović )                 | Spectateurs : 76 000 Arbitrage : José García-Aranda | Spectateurs : 76 000 Arbitrage : José García-Aranda |
| 8 juillet 1998 · 21 h 0 (UTC+1) · Historique des rencontres | Blanc 76e                            | Rapport | 45e Asanović · 75e Stanić · 88e Šimić | Spectateurs : 76 000 Arbitrage : José García-Aranda | Spectateurs : 76 000 Arbitrage : José García-Aranda |

| France | Croatie |

| FRANCE :        |    |                    |     |     |
|                 |    |                    |     |     |
| Gardien de but  | 16 | Fabien Barthez     |     |     |
|                 | 03 | Bixente Lizarazu   |     |     |
|                 | 15 | Lilian Thuram      |     |     |
|                 | 08 | Marcel Desailly    |     |     |
|                 | 05 | Laurent Blanc      | 76e |     |
|                 | 19 | Christian Karembeu |     | 31e |
|                 | 07 | Didier Deschamps   |     |     |
|                 | 17 | Emmanuel Petit     |     |     |
|                 | 06 | Youri Djorkaeff    |     | 77e |
|                 | 10 | Zinédine Zidane    |     |     |
|                 | 09 | Stéphane Guivarc'h |     | 68e |
| Remplaçants :   |    |                    |     |     |
|                 | 12 | Thierry Henry      |     | 31e |
|                 | 20 | David Trezeguet    |     | 68e |
|                 | 18 | Frank Lebœuf       |     | 77e |
| Sélectionneur : |    |                    |     |     |
| Aimé Jacquet    |    |                    |     |     |

| CROATIE :         |    |                   |     |     |
|                   |    |                   |     |     |
| Gardien de but    | 01 | Dražen Ladić      |     |     |
|                   | 04 | Igor Štimac       |     |     |
|                   | 06 | Slaven Bilić      |     |     |
|                   | 20 | Dario Šimić       | 88e |     |
|                   | 13 | Mario Stanić      | 75e | 89e |
|                   | 14 | Zvonimir Soldo    |     |     |
|                   | 17 | Robert Jarni      |     |     |
|                   | 10 | Zvonimir Boban    |     | 63e |
|                   | 07 | Aljoša Asanović   | 45e |     |
|                   | 19 | Goran Vlaović     |     |     |
|                   | 09 | Davor Šuker       |     |     |
| Remplaçants :     |    |                   |     |     |
|                   | 11 | Silvio Marić      |     | 63e |
|                   | 08 | Robert Prosinečki |     | 89e |
| Sélectionneur :   |    |                   |     |     |
| Miroslav Blažević |    |                   |     |     |

### Match pour la troisième place: Une médaille de bronze obtenue contre les Pays-Bas
Les Néerlandais dominent cette rencontre et se procurent beaucoup d'occasions; les Croates, plus réalistes, marquent par deux fois, tout d'abord par Robert Prosinečki qui, à la 13e minute, parvient dans la surface à glisser le ballon entre les jambes du gardien Edwin van der Sar. Les Pays-Bas égalisent par Boudewijn Zenden (21e). À la 35e minute, Davor Šuker inscrit son sixième et dernier but de la Coupe du monde 1998 — il finit meilleur buteur du tournoi.
Le score n'évolue plus par la suite, malgré plusieurs tentatives des Pays-Bas.
Pour sa première participation à une Coupe du monde, l'équipe de Croatie termine troisième.
| Match 63                                                     | Pays-Bas              | 1 - 2   | Croatie                                             | Parc des Princes, Paris                            |                                                    |
| 11 juillet 1998 · 21 h 0 (UTC+1) · Historique des rencontres | Zenden 22e            | (1 - 2) | 14e Prosinečki · 36e Šuker                          | Spectateurs : 45 500 Arbitrage : Epifanio González | Spectateurs : 45 500 Arbitrage : Epifanio González |
| 11 juillet 1998 · 21 h 0 (UTC+1) · Historique des rencontres | Davids 89e · Jonk 89e | Rapport | 34e Jurčić · 52e Štimac · 69e Asanović · 74e Stanić | Spectateurs : 45 500 Arbitrage : Epifanio González | Spectateurs : 45 500 Arbitrage : Epifanio González |

| Pays-Bas | Croatie |

| PAYS-BAS :      |    |                      |     |     |
|                 |    |                      |     |     |
| Gardien de but  | 01 | Edwin van der Sar    |     |     |
|                 | 05 | Arthur Numan         |     |     |
|                 | 03 | Jaap Stam            |     |     |
|                 | 04 | Frank de Boer        |     |     |
|                 | 11 | Phillip Cocu         |     | 46e |
|                 | 06 | Wim Jonk             | 89e |     |
|                 | 16 | Edgar Davids         | 89e |     |
|                 | 10 | Clarence Seedorf     |     |     |
|                 | 12 | Boudewijn Zenden     |     |     |
|                 | 08 | Dennis Bergkamp      |     | 58e |
|                 | 09 | Patrick Kluivert     |     |     |
| Remplaçants :   |    |                      |     |     |
|                 | 14 | Marc Overmars        |     | 46e |
|                 | 17 | Pierre van Hooijdonk |     | 58e |
| Sélectionneur : |    |                      |     |     |
| Guus Hiddink    |    |                      |     |     |

| CROATIE :         |    |                   |     |     |
|                   |    |                   |     |     |
| Gardien de but    | 01 | Dražen Ladić      |     |     |
|                   | 14 | Zvonimir Soldo    |     |     |
|                   | 06 | Slaven Bilić      |     |     |
|                   | 04 | Igor Štimac       | 52e |     |
|                   | 13 | Mario Stanić      | 74e |     |
|                   | 17 | Robert Jarni      |     |     |
|                   | 21 | Krunoslav Jurčić  | 34e |     |
|                   | 07 | Aljoša Asanović   | 69e |     |
|                   | 08 | Robert Prosinečki |     | 79e |
|                   | 10 | Zvonimir Boban    |     | 86e |
|                   | 09 | Davor Šuker       |     |     |
| Remplaçants :     |    |                   |     |     |
|                   | 19 | Goran Vlaović     |     | 79e |
|                   | 15 | Igor Tudor        |     | 86e |
| Sélectionneur :   |    |                   |     |     |
| Miroslav Blažević |    |                   |     |     |

## L'après Coupe du monde 1998 pour la sélection croate et ses principaux éléments
Durant les années suivantes la Croatie parviendra à se qualifier pour le mondial 2002 et 2006 mais sans parvenir à franchir le premier tour. Absente en 2010 elle sera une nouvelle fois éliminé dès le premier tour en 2014. Il faudra attendre vingt ans plus tard et l'édition 2018 pour voir la sélection slave faire mieux qu'en 1998 en atteignant la finale qu'elle perdra contre la France. Quatre ans plus tard en 2022 la Croatie finira de nouveau troisième de la Coupe du Monde.
- Miroslav Blažević ne parviendra pas à qualifier la sélection croate pour l'Euro 2000. Il quitte son poste de sélectionneur en 2000, entrainant ensuite aux quatre coins du Monde, en Chine, Iran mais aussi en Croatie jusqu'en 2014. Il meurt le 8 février 2023 à Zagreb à l'âge de 87 ans.

- Dražen Ladić terminera sa carrière de portier au Dinamo Zagreb. Reconverti comme entraineur des gardiens il intègrera l'encadrement de la sélection en mars 2018.

- Slaven Bilic reprendra en main la sélection de Croatie de 2006 à 2012, atteignant notamment les quarts de finale de l'Euro 2008. Il sera ensuite entraineur du Lokomotiv Moscou, du Besiktas Istanbul et de West Ham.

- Dario Simic se reconvertira dans les affaires, dirigeant une compagnie de distribution d'eau potable. Il sera également candidat au poste de la fédération croate de football, cette dernière préférant son ancien coéquipier Davor Suker.

- Zvonimir Boban reprendra des études universitaires. Devenu consultant pour les médias sportifs, il deviendra ensuite secrétaire général adjoint de la FIFA.

- Davor Suker deviendra président de la fédération de football croate. Son image publique sera terni pour des histoires de  malversations.

Source: Les Dernières Nouvelles d'Alsace